# Martin Weisz
Martin Weisz (Berlino, 27 marzo 1966) è un regista tedesco.
Attivo soprattutto nell'ambito dei videoclip musicali, ha diretto video per canzoni di Nickelback, Brandy, LL Cool J e Puff Daddy. Nel mondo del cinema ha diretto due film.

## Filmografia
- Rohtenburg (2006)
- Le colline hanno gli occhi 2 (The Hills Have Eyes 2) (2007)